# (9120) 1998 DR8
(9120) 1998 DR8 es un asteroide perteneciente al cinturón de asteroides, región del sistema solar que se encuentra entre las órbitas de Marte y Júpiter.
Fue descubierto el 22 de febrero de 1998 por el equipo del Beijing Schmidt CCD Asteroid Program desde la Estación Xinglong en Hebei, China.

## Designación y nombre
Designado provisionalmente como 1998 DR8.

## Características orbitales
(9120) 1998 DR8 está situado a una distancia media del Sol de 2,268 ua, pudiendo alejarse hasta 2,724 ua y acercarse hasta 1,812 ua. Su excentricidad es 0,201 y la inclinación orbital 5,419 grados. Emplea 1247,64 días en completar una órbita alrededor del Sol.

## Características físicas
La magnitud absoluta de (9120) 1998 DR8 es 13,92. Tiene 5,485 km de diámetro y su albedo se estima en 0,194.